# Hampton (Iowa)
Hampton è una città degli Stati Uniti d'America, situata nello Stato dell'Iowa, nella Contea di Franklin, della quale è il capoluogo.